# صابونية دروموندية
صابونية دروموندية أو الصابونية الغربية أو توت الصين (الاسم العلمي:Sapindus drummondii) (بالإنجليزية: western soapberry, chinaberry)‏ هي نوع من النباتات تتبع جنس الصابونية من الفصيلة الصابونية. سمي هذا النوع نسبةً إلى عالم النبات الأسترالي جيمس دروموند. تم وصف هذا النوع من النبات علمياً لأول مرة من قبل جورج أرنوت واكر-أرنوت وويليام هوكر سنة 1841.